# Maracay
Maracay est une ville du Venezuela, chef-lieu de la municipalité de Girardot et capitale de l'État d'Aragua. En 2009, la population de l'agglomération est estimée à 1 250 000 habitants, ce qui en fait l'une des cinq principales agglomérations du pays. Elle est constituée de sept paroisses urbaines, sept des huit que compte la municipalité de Girardot : Andrés Eloy Blanco, Joaquín Crespo, José Casanova Godoy, Las Delicias,  Los Tacariguas,  Madre María de San José et Pedro José Ovalles.

## Économie

### Secteur primaire
La région qui avoisine la ville de Maracay produit essentiellement de la canne à sucre, du tabac, du bois, du café et du cacao et l'élevage de bétail.

### Secteur secondaire
L'activité industrielle regroupe la fabrication de cigarettes, la production laitière, la fabrication de parfums et de savon, le conditionnement de la viande, le traitement du papier et le textile.

## Relations internationales

### Jumelage
La ville de Maracay est jumelée avec:
- San José, Costa Rica
- Salta, Argentine
- Medellín, Colombie
- Rome, Italie
- Santiago de Cuba, Cuba
- Ijevsk, République d’Oudmourtie, Russie